# 謝瑞麟
謝瑞麟（英語：Tse Sui Luen，1936年11月30日—）是一位香港商人，謝瑞麟珠寶創辦人。

## 生平
出生於香港，居於九龍樂富老虎岩木屋區，13歲當金舖學徒，1971年正式成立「謝瑞麟珠寶有限公司」，1987年在香港聯交所上市，產品分銷至中國、美國、新加坡和泰國等市場，在2000年曾經破產，后重新东山再起。
2008年5月9日，謝瑞麟因两項串謀向旅行社代理提供利益、2項串謀偽造賬目、3項串謀盜竊，及1項串謀詐騙稅局等罪名被香港區域法院判处入狱3年零3個月；其子兼前任謝瑞麟珠寶（國際）有限公司董事會主席謝達峰被判監5年；而另外3名公司高層則被判監3年9個月至4年3個月不等。
2011年9月1日謝瑞麟出任謝瑞麟珠寶顧問，職銜為「創辦人」。該公司表示，無論謝達峰或謝瑞麟皆不會被委任為公司董事。